# Jakob Ellemann-Jensen
Jakob Ellemann-Jensen (født 25. september 1973 i Hørsholm) er en dansk forhenværende politiker, minister og partiformand for Venstre. Inden han trak sig fra dansk politik i oktober 2023, nåede han at være vicestatsminister, forsvarsminister og økonomiminister i SVM-regeringen, ligesom han i perioden fra 2018-2019 var miljø- og fødevareminister. Han var medlem af Folketinget i perioden 2011-2023. Før han blev partiformand, var han politisk ordfører for Venstre 2015-2018 samt august-september 2019.
Ellemann-Jensen blev HA(jur.) 1999 og cand.merc.jur 2002. Han var fra 1999 til 2000 udsendt som kaptajn i den danske bataljon i Bosnien-Hercegovina. Han arbejdede derefter som jurist, inden han blev valgt ind i Folketinget for Venstre ved folketingsvalget i september 2011. Efter folketingsvalget i juni 2015 blev han Venstres politiske ordfører. I maj 2018 blev han udnævnt til miljø- og fødevareminister i regeringen Lars Løkke Rasmussen III. Som minister havde han vanskeligheder med at balancere mellem hensyn til miljøet og landbruget, og i en periode var han upopulær blandt landbrugsbaglandet i Venstre. I kølvandet på folketingsvalget i juni 2019, hvor Socialdemokratiet med Mette Frederiksen som formand fik regeringsmagten, blev Ellemann-Jensen i september 2019 uden modkandidater valgt som formand for Venstre efter Lars Løkke Rasmussen. Hans primære opgave blev at samle et splittet parti. 
I valgkampen forud for folketingsvalget i november 2022 var Ellemann-Jensen statsministerkandidat og afviste konsekvent et forslag fra Mette Frederiksen om at danne regering med Socialdemokratiet. Historisk lange regeringsforhandlinger førte imidlertid i december 2022 til en koalitionsregering mellem Socialdemokratiet, Venstre og det nyoprettede parti Moderaterne, det første regeringssamarbejde mellem Venstre og Socialdemokratiet i over 40 år. Ellemann-Jensen blev med sin baggrund i militæret gjort til forsvarsminister, og han blev Danmarks første officielle vicestatsminister. I februar 2023 sygemeldte han sig med stress efter et ildebefindende; han vendte tilbage 1. august 2023, denne gang som økonomiminister. Den 23. oktober 2023 valgte han efter længere tids dårlige meningsmålinger, personlig upopularitet og intern splittelse i partiet at forlade dansk politik.

## Baggrund, uddannelse og civil karriere
Jakob Ellemann-Jensen blev født den 25. september 1973 i Hørsholm som søn af forhenværende chefredaktør Alice Vestergaard og Uffe Ellemann-Jensen, der var udenrigsminister fra 1982 til 1993, og han er barnebarn af Jens Peter Jensen, som også sad i Folketinget i adskillige årtier. Hans opvækst var således præget af politik. På sin første skole blev han mobbet. Familien flyttede på et tidspunkt til Hellerup, og han skiftede skole. Efterfølgende begyndte han til jiu-jitsu. Han skiftede skole for tredje gang, da "hans klasse gik mere eller mindre i opløsning".
Ellemann-Jensen blev student fra N. Zahles Gymnasieskole i 1992, HA(jur.) fra Handelshøjskolen i København i 1999 og cand.merc.jur. fra samme i 2002; sideløbende hermed arbejdede han fra 2000 til 2002 som juridisk rådgiver i PricewaterhouseCoopers. Fra 2002 til 2005 var han jurist i IBM Danmark, hvor han blev afdelingschef i 2005. I 2007 blev han i stedet ansat i GN Store Nord; her var han indtil 2011. Han blev i 2021 Ridder af Dannebrog. Efter at have trukket sig fra politik stiftede han i december 2023 enkeltmandsvirksomheden Fiddlestix.

## Militær karriere
Fra 1992 til 1994 var Jakob Ellemann-Jensen værnepligtig menig og sergent i Den Kongelige Livgarde efter uddannelse på Hærens Sergentskole i Sønderborg og Hærens Kampskole i Oksbøllejren; herefter var han løjtnant ved Sjællandske Livregiment fra 1994 til 1996. Fra 1996 til 1999 var han premierløjtnant af reserven i Den Internationale Brigade og fra 1999 til 2000 kaptajn i den danske bataljon i Bosnien-Hercegovina. Han er pr.  maj 2021 premierløjtnant af Reserven og fungerer som operationsofficer ved lokalforsvarsafsnit 1. Han modtog i 2021 fortjensttegnet for god tjeneste i Forsvarets Reserve.

## Politisk karriere
Ellemann-Jensen blev som 18-årig medlem af Venstre. Han meldte sig ud i februar 2007 i protest mod tonen i udlændingedebatten i partiet; den indvandrerkritiske Karen Jespersens indmeldelse i partiet betragtede han som dråben. Derefter meldte han sig ind i Ny Alliance og var medlem her, til partiet blev nedlagt året efter. Han genoptog sit medlemskab af Venstre i januar 2010, efter at Lars Løkke Rasmussen var blevet formand.
Senere samme år blev han folketingskandidat for Venstre i Odense Østkredsen i Fyns Storkreds, hvor han blandt andet førte kampagne for at afskaffe efterlønnen og erklærede sig enig med Rasmussens visioner. Han lagde desuden vægt på, at han i modsætning til mange af sit partis øvrige kandidater aldrig havde været medlem af Venstres Ungdom, og at han havde erfaring fra erhvervslivet. Ved folketingsvalget i september 2011 blev han valgt til Folketinget med 7.786 personlige stemmer. I den nye folketingsgruppe blev han udviklingsordfører, og i juni 2013 blev han tillige EU-ordfører efter Lykke Friis, der trådte ud af Folketinget.
I 2014 blev Ellemann-Jensen i stedet folketingskandidat i Aarhus Sydkredsen i Østjyllands Storkreds. Ved folketingsvalget i juni 2015 blev han valgt ind med 8.678 personlige stemmer.

### Politisk ordfører og miljø- og fødevareminister
Efter folketingsvalget i 2015 fik Venstre atter regeringsmagten, og med sin retoriske dygtighed blev Ellemann-Jensen gjort til partiets politisk ordfører. Efter at den upopulære og af miljøorganisationer stærkt kritiserede Esben Lunde Larsen trådte tilbage i maj 2018, blev Ellemann-Jensen i stedet miljø- og fødevareminister. Dette skyldtes blandt andet, at han blev anset for at præsentere "by-Venstre" – i modsætning til "land-Venstre", hvis interesser Larsen havde forsøgt at varetage, hvorved regeringens beslutninger på miljø- og fødevareområdet var blevet upopulære i byerne.
I løbet af sin ministerperiode forsøgte Ellemann-Jensen at balancere mellem miljø- og landbrugsinteresser; dette var vanskeligt, og han mødte kritik fra blandt andet Bæredygtigt Landbrug og den landbrugsorienterede del af Venstres bagland. Som minister blev han i offentligheden især bemærket, da han – spurgt af Veganerpartiets medstifter Henrik Vindfeldt, om folketingsåret 2018-19 ville "handle om dyrene" – svarede, at han "simpelthen ikke [kan] udtrykke med ord, hvor vild jeg er med bacon".
Ved folketingsvalget i juni 2019 modtog han 19.388 personlige stemmer. Trods fremgang mistede Venstre efter valget regeringsmagten til Socialdemokratiet, og den 5. august blev han igen politisk ordfører.

### Formand for Venstre
Under valgkampen i maj-juni 2019 foreslog Lars Løkke Rasmussen en regering med Venstre og Socialdemokratiet. Efter folketingsvalget undsagde daværende næstformand Kristian Jensen i august forslaget. Dette udløste en krise i partiet, der førte til, at både Kristian Jensen og Rasmussen trådte af den 31. august, og et ekstraordinært landsmøde blev planlagt med det formål at vælge en ny formand. Ellemann-Jensen blev betragtet som favoritten til formandsposten, og den 3. september annoncerede han sit kandidatur. Samtidig pegede han på Inger Støjberg som næstformand, en markant anderledes person i Venstre, der appellerede til de dele af partiet, som lagde vægt på en stram udlændingepolitik og et øget fokus på vilkårene på landet, hvor Ellemann-Jensen mest appellerede til de liberale byvælgere. Ved det ekstraordinære landsmøde den 21. september blev han valgt uden modkandidat, og Støjberg blev valgt som næstformand frem for den mere progressive Ellen Trane Nørby.
Ellemann-Jensen har som formand forsøgt at samle et splittet Venstre. Det viste sig imidlertid enormt svært at få den liberale og den nationalkonservative fløj til at mødes, og i valgperioden 2019-22 forlod en række markante profiler partiet. Uenighederne mellem Ellemann-Jensen og Støjberg blev kun større, og i december 2020 bad han hende om at trække sig som næstformand, efter at hun havde modsagt forretningsudvalgets beslutning om at støtte en rigsretssag mod hende; hun forlod partiet i februar 2021. Også Lars Løkke Rasmussen meldte sig ud af partiet i 2021.

#### Folketingsvalget 2022 og minister i SVM-regeringen
I valgkampen forud for folketingsvalget i november 2022 gik Ellemann-Jensen til valg på en borgerlig-liberal regering med sig selv som statsminister. Socialdemokratiets Mette Frederiksen havde i valgkampen ønsket en bred regering med partier fra både rød og blå blok; Ellemann-Jensen fastslog konsekvent, at Venstre ikke ville deltage i en sådan regering. Men ved valget endte Venstre med at få sit dårligste valgresultat siden 1988, med 23 mandater i Folketinget mod 43 ved forrige valg. Efter valget erklærede Ellemann-Jensen derfor, at "[v]irkeligheden er, at Mette Frederiksen bliver statsminister", og at han derfor åbnede op for et blåt-rødt regeringssamarbejde i et forsøg på at maksimere blå bloks indflydelse. Han erkendte, at det ville være et løftebrud, og netop løftebrud blev han kritiseret for af nogle i baglandet og medierne. I baglandet var man splittet om beslutningen, men han havde fortsat bredt dets tillid. Senere blev han kritiseret af dele af baglandet samt de øvrige partiledere i blå blok for "dobbelt løftebrud", efter at han få dage inden regeringsdannelsen annoncerede, at Venstre ikke længere støttede en nedsættelsen af en advokatvurdering af Frederiksens rolle i minksagen.
Efter 43 dages forhandlinger – de længste regeringsforhandlinger i nyere tid – blev Socialdemokratiet, Venstre og Moderaterne den 13. december 2022 enige om at danne en regering med Mette Frederiksen som statsminister, det første regeringssamarbejde mellem Socialdemokratiet og Venstre siden regeringen Anker Jørgensen III (1978-79). Regeringen tiltrådte den 15. december med Ellemann-Jensen som vicestatsminister og – med sin baggrund i militæret – forsvarsminister. Han blev derudover medlem af fire ud af seks faste regeringsudvalg: Udvalget for Regeringsledelse, Koordinationsudvalget, Sikkerhedsudvalget og Ansættelsesudvalget. Det vakte opsigt, at han formelt blev udnævnt til vicestatsminister, da det var første gang, at betegnelsen officielt blev brugt om et regeringsmedlem. Elllemann-Jensen klarificerede, at "[d]et er for at forklare statsrådsrækkefølgen. Det er for at vise, at hvis statsministeren, Gud forbyde det, måtte få en tagsten i hovedet, så er det mig, der er næstkommanderende." Visse eksperter – blandt andet Peter Kurrild-Klitgaard, Tim Knudsen og Jørgen Albæk Jensen – konkluderede, at titlen reelt var betydningsløs. Peter Nedergaard mente derimod, at han potentielt kun var kommet med i så mange af de centrale udvalg i kraft af posten, og at titlen dermed gav Venstre mere magt i regeringen. Regeringsforhandlingernes løftebrud og hans problemer med at forklare rationalet bag dem sled på Ellemann-Jensens troværdighed, og Venstre oplevede yderligere tilbagegang i meningsmålingerne efter valget.

#### Sygemelding og tilbagetræden
Den 1. februar 2023 fik Ellemann-Jensen et ildebefindende, da han befandt sig i Statsministeriet, og han blev efterfølgende undersøgt på Rigshospitalet. Undersøgelsen konstaterede intet alvorligt, og han regnede med at være tilbage på arbejde dagen efter. 6. februar gik han imidlertid på sygeorlov og trak sig på ubestemt tid som partiformand, forsvarsminister og i regeringen som helhed. Samtidig blev Troels Lund Poulsen indsat som fungerende forsvarsminister, og han stod nu i spidsen for Venstres politiske arbejde i regeringen, mens Stephanie Lose blev midlertidig økonomiminister. Ellemann-Jensen tog formelt orlov fra Folketinget den 26. februar, hvor hans stedfortræder blev Heidi Bank. Han tydeliggjorde senere, at grunden til sygemeldingen var stress. Han genoptog sit arbejde i regeringen den 1. august 2023, denne gang som økonomiminister, og Troels Lund Poulsen overtog formelt forsvarsministerposten; Ellemann-Jensen fortsatte som vicestatsminister. Den 23. oktober annoncerede han, at han trak sig som både partiformand og minister samt trådte ud af Folketinget samme dag. Han forklarede på et pressemøde, at han mente, at hans "person skygger for Venstre". Der var blandt politiske kommentatorer imidlertid enighed om, at Venstres problemer stak langt dybere end Ellemann-Jensen, og at hans tilbagetrædelse ikke ville fikse dem.

## Privatliv
Ellemann-Jensen er halvbror til Claus Ellemann-Jensen (f. 1966) og politiker Karen Ellemann (f. 1969) fra farens første ægteskab med Hanne Ellemann-Jensen (f. Jonsen). Han har fælles mor med Helene Ellemann-Jensen (f. 1967). Han har to børn med sin første kone, Benedicte Flamand, som han blev skilt fra i 2004. I 2018 blev han gift med Anne Marie Preisler, som han har to børn med. De bor i Birkerød.

## Hæder
- Ridder af Dannebrogordenen (2021)[78]
- Fortjensttegnet for god tjeneste i Forsvarets Reserve (2021)[10]